# Cudoniaceae
Cudoniaceae is een familie van de Leotiomycetes, behorend tot de orde van Rhytismatales. Het typegeslacht is Cudonia.

## Taxonomie
De familie Cudoniaceae bestaat uit de volgende geslachten:
- Cudonia (bijvoorbeeld C. circinans)
- Spathularia (bijvoorbeeld S. flavida)
- Spathulariopsis (bijvoorbeeld S. velutipes)